# Kärröronmossa
Kärröronmossa (Jamesoniella undulifolia) är en bladmossart som först beskrevs av Christian Gottfried Daniel Nees von Esenbeck, och fick sitt nu gällande namn av Karl Müller. Enligt Catalogue of Life ingår Kärröronmossa i släktet öronmossor och familjen Jamesoniellaceae, men enligt Dyntaxa är tillhörigheten istället släktet öronmossor och familjen Jungermanniaceae. IUCN kategoriserar arten globalt som sårbar. Enligt den finländska rödlistan är arten nationellt utdöd i Finland. Enligt den svenska rödlistan är arten nationellt utdöd i Sverige. . Arten har tidigare förekommit i Götaland och Svealand men är numera lokalt utdöd. Artens livsmiljö är rikkärr. Inga underarter finns listade i Catalogue of Life.